# 鄭正勇

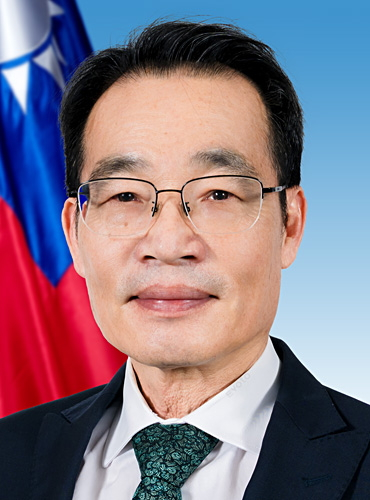
外交部領事事務局刊登肖像照

鄭正勇（1961年7月11日—），臺灣省澎湖縣人，中華民國外交官。

## 學歷
- 淡江大學西班牙語文學士（1984年）
- 阿根廷薩爾瓦多大學（英语：Universidad del Salvador）企業管理碩士（1993年）
- 國際新聞人員特種考試及格（1993年）

## 經歷
- 行政院新聞局聯絡室編輯（1993年12月－1996年7月）[註 1]
- 駐巴拿馬大使館新聞參事處三等秘書（1996年7月－1998年7月）[註 2]
- 駐秘魯臺北經濟文化辦事處新聞組組長（1998年7月－2002年7月）
- 行政院新聞局國際新聞處二等秘書（2002年7月－2004年7月）
- 行政院新聞局國際新聞處中南美洲科科長（2004年7月－2006年7月）
- 駐智利臺北經濟文化辦事處新聞組組長（2006年7月－2010年7月）
- 行政院新聞局國際傳播處簡任一等秘書（2010年7月－2011年5月）
- 外交部國際傳播司簡任秘書（2011年5月－2013年1月）
- 中華民國駐厄瓜多商務處政治參事（2013年1月－2017年1月）[註 3]
- 駐薩爾瓦多大使館政治參事（2017年2月－2018年10月）[註 4]
- 外交部研究設計委員會參事回部辦事（2018年10月－2018年12月）
- 駐墨西哥臺北經濟文化辦事處公使銜代表（2019年1月－2023年10月）[註 5]
- 駐墨西哥臺北經濟文化辦事處大使銜代表（2023年10月－2025年2月）[5][註 5]
- 外交部國際傳播司大使回部辦事（2025年2月－2025年6月）
- 外交部領事事務局局長（2025年6月－）

| 中華民國政府職務 | 中華民國政府職務                          | 中華民國政府職務 |
| ---------------- | ----------------------------------------- | ---------------- |
| 前任： 何震寰    | 外交部領事事務局局長 2025年6月－          | 繼任： '         |
| 前任： 廖世傑    | 中華民國駐墨西哥代表 2019年1月－2025年2月 | 繼任： 李岳融    |